# Pentathlon moderne aux Jeux olympiques d'été de 2004
Navigation
Sydney 2000 Pékin 2008
Cette page présente les résultats des compétitions de pentathlon moderne aux Jeux olympiques d'été de 2004 :

## Femmes
Vendredi 27 août

### Podium
| Médaille | Nom              | Pays        |
| -------- | ---------------- | ----------- |
| Or       | Zsuzsanna Vörös  | Hongrie     |
| Argent   | Jeļena Rubļevska | Lettonie    |
| Bronze   | Georgina Harland | Royaume-Uni |

### Classement général
| Rang | Nom                                     | Tir                | Escrime               | Natation                     | Équitation           | Course                        | Total    |
| ---- | --------------------------------------- | ------------------ | --------------------- | ---------------------------- | -------------------- | ----------------------------- | -------- |
| 1    | Zsuzsanna Vörös Hongrie                 | 182 (3e) 1120 pts  | 19V-12D (5e) 916 pts  | 2 min 15 s 59 (4e) 1296 pts  | 82,57 (9e) 1124 pts  | 11 min 22 s 00 (18e) 992 pts  | 5448 pts |
| 2    | Jelena Rublevska Lettonie               | 171 (15e) 988 pts  | 23V-8D (1re) 1028 pts | 2 min 26 s 96 (21e) 1160 pts | 71,04 (14e) 1116 pts | 10 min 58 s 00 (4e) 1088 pts  | 5380 pts |
| 3    | Georgina Harland Royaume-Uni            | 156 (30e) 808 pts  | 16V-15D (12e) 832 pts | 2 min 14 s 60 (2e) 1308 pts  | 71,4 (6e) 1144 pts   | 10 min 17 s 31 (1re) 1252 pts | 5344 pts |
| 4    | Claudia Corsini Italie                  | 169 (21e) 964 pts  | 21V-10D (2e) 972 pts  | 2 min 20 s 56 (11e) 1236 pts | 73,16 (13e) 1116 pts | 11 min 11 s 65 (12e) 1036 pts | 5324 pts |
| 5    | Kim Raisner Allemagne                   | 178 (9e) 1072 pts  | 16V-15D (12e) 832 pts | 2 min 18 s 16 (6e) 1264 pts  | 74,24 (12e) 1116 pts | 11 min 13 s 21 (13e) 1028 pts | 5312 pts |
| 6    | Sylwia Czwojdzinska Pologne             | 179 (6e) 1084 pts  | 17V-14D (7e) 860 pts  | 2 min 21 s 44 (14e) 1224 pts | 66,95 (16e) 1116 pts | 11 min 22 s 00 (18e) 992 pts  | 5276 pts |
| 7    | Viktoriya Tereshchuk Ukraine            | 177 (11e) 1060 pts | 11V-20D (29e) 692 pts | 2 min 19 s 98 (9e) 1244 pts  | 68,21 (15e) 1116 pts | 10 min 44 s 68 (2e) 1144 pts  | 5256 pts |
| 8    | Kate Allenby Royaume-Uni                | 169 (19e) 964 pts  | 21V-10D (2e) 972 pts  | 2 min 17 s 41 (5e) 1272 pts  | 69,17 (25e) 1004 pts | 11 min 14 s 00 (14e) 1024 pts | 5236 pts |
| 9    | Tatsiana Mazurkevich Biélorussie        | 184 (2e) 1144 pts  | 13V-18D (22e) 748 pts | 2 min 27 s 64 (24e) 1152 pts | 87,99 (10e) 1120 pts | 11 min 06 s 21 (8e) 1056 pts  | 5220 pts |
| 10   | Paulina Boenisz Pologne                 | 180 (5e) 1096 pts  | 13V-18D (22e) 748 pts | 2 min 28 s 13 (25e) 1144 pts | 81,6 (17e) 1100 pts  | 10 min 56 s 05 (3e) 1096 pts  | 5184 pts |
| 11   | Csilla Furi Hongrie                     | 157 (29e) 820 pts  | 15V-16D (16e) 804 pts | 2 min 15 s 42 (3e) 1296 pts  | 66,54 (3e) 1172 pts  | 11 min 07 s 15 (9e) 1052 pts  | 5144 pts |
| 12   | Amélie Cazé France                      | 170 (17e) 976 pts  | 17V-14D (7e) 860 pts  | 2 min 14 s 44 (1re) 1308 pts | 73,64 (19e) 1076 pts | 11 min 39 s 41 (23e) 924 pts  | 5144 pts |
| 13   | Monica Pinette Canada                   | 178 (10e) 1072 pts | 20V-11D (4e) 944 pts  | 2 min 32 s 62 (30e) 1092 pts | 72,17 (21e) 1032 pts | 11 min 30 s 55 (22e) 960 pts  | 5100 pts |
| 14   | Lada Jiyenbalanova Kazakhstan           | 158 (27e) 832 pts  | 17V-14D (7e) 860 pts  | 2 min 18 s 49 (7e) 1260 pts  | 67,41 (8e) 1144 pts  | 11 min 25 s 45 (21e) 980 pts  | 5076 pts |
| 15   | Mary Beth Iagorashvili États-Unis       | 152 (32e) 760 pts  | 16V-15D (12e) 832 pts | 2 min 19 s 30 (8e) 1252 pts  | 74,94 (4e) 1144 pts  | 11 min 04 s 37 (7e) 1064 pts  | 5052 pts |
| 16   | Katalin Beat Partits Grèce              | 176 (12e) 1048 pts | 17V-14D (7e) 860 pts  | 2 min 23 s 32 (16e) 1204 pts | 88,03 (23e) 1032 pts | 11 min 49 s 11 (27e) 884 pts  | 5028 pts |
| 17   | Olesya Velichko Russie                  | 176 (13e) 1048 pts | 14V-17D (19e) 776 pts | 2 min 34 s 96 (31e) 1064 pts | 66,76 (20e) 1060 pts | 11 min 03 s 75 (6e) 1068 pts  | 5016 pts |
| 18   | Anita Allen États-Unis                  | 168 (22e) 952 pts  | 12V-19D (26e) 720 pts | 2 min 31 s 16 (29e) 1108 pts | 76,85 (1re) 1172 pts | 11 min 09 s 00 (10e) 1044 pts | 4996 pts |
| 19   | Blandine Lachèze France                 | 179 (7e) 1084 pts  | 13V-18D (22e) 748 pts | 2 min 26 s 31 (19e) 1168 pts | 76,04 (11e) 1116 pts | 11 min 52 s 47 (28e) 872 pts  | 4988 pts |
| 20   | Eszter Hortobagyi Australie             | 169 (18e) 964 pts  | 11V-20D (29e) 692 pts | 2 min 29 s 42 (26e) 1128 pts | 73,41 (5e) 1144 pts  | 11 min 11 s 44 (11e) 1036 pts | 4964 pts |
| 21   | Galina Bashlakova Biélorussie           | 156 (31e) 808 pts  | 14V-17D (19e) 776 pts | 2 min 26 s 02 (18e) 1168 pts | 74,01 (2e) 1172 pts  | 11 min 15 s 25 (16e) 1020 pts | 4944 pts |
| 22   | Kara Grant Canada                       | 169 (20e) 964 pts  | 16V-15D (12e) 832 pts | 2 min 43 s 37 (32e) 960 pts  | 86,68 (18e) 1096 pts | 11 min 01 s 57 (5e) 1076 pts  | 4928 pts |
| 23   | Liudmila Sirotkina Kirghizistan         | 168 (23e) 952 pts  | 14V-17D (19e) 776 pts | 2 min 26 s 92 (20e) 1160 pts | 68,94 (7e) 1144 pts  | 11 min 46 s 95 (26e) 896 pts  | 4928 pts |
| 24   | Lean Dong Chine                         | 189 (1re) 1204 pts | 13V-18D (22e) 748 pts | 2 min 21 s 67 (15e) 1220 pts | 125,48 (30e) 900 pts | 11 min 58 s 05 (29e) 848 pts  | 4920 pts |
| 25   | Samantha Harvey Brésil                  | 178 (8e) 1072 pts  | 17V-14D (7e) 860 pts  | 2 min 27 s 35 (23e) 1152 pts | 81,79 (26e) 976 pts  | 12 min 03 s 10 (30e) 828 pts  | 4888 pts |
| 26   | Alexandra Kalinovska République tchèque | 164 (25e) 904 pts  | 18V-13D (6e) 888 pts  | 2 min 30 s 05 (27e) 1120 pts | 72,68 (29e) 948 pts  | 11 min 14 s 40 (15e) 1024 pts | 4884 pts |
| 27   | Tatiana Muratova Russie                 | 174 (14e) 1024 pts | 15V-16D (16e) 804 pts | 2 min 20 s 22 (10e) 1240 pts | 115,26 (31e) 820 pts | 11 min 22 s 30 (20e) 992 pts  | 4880 pts |
| 28   | Aya Medany Égypte                       | 181 (4e) 1108 pts  | 12V-19D (26e) 720 pts | 2 min 21 s 37 (13e) 1224 pts | 85,35 (27e) 976 pts  | 12 min 04 s 06 (31e) 824 pts  | 4852 pts |
| 29   | Caixia Liang Chine                      | 158 (28e) 832 pts  | 12V-19D (26e) 720 pts | 2 min 20 s 93 (12e) 1232 pts | 92,56 (28e) 960 pts  | 11 min 43 s 01 (24e) 908 pts  | 4652 pts |
| 30   | Lyudmila Shumilova Kazakhstan           | 170 (16e) 976 pts  | 7V-24D (32e) 568 pts  | 2 min 27 s 22 (22e) 1156 pts | 70,55 (22e) 1032 pts | 11 min 43 s 41 (25e) 908 pts  | 4640 pts |
| 31   | Maria Isabel Sanz Agero Guatemala       | 161 (26e) 868 pts  | 10V-21D (31e) 664 pts | 2 min 30 s 29 (28e) 1120 pts | 85,24 (24e) 1028 pts | 12 min 23 s 90 (32e) 748 pts  | 4428 pts |
| 32   | Federica Foghetti Italie                | 167 (24e) 940 pts  | 15V-16D (16e) 804 pts | 2 min 25 s 81 (17e) 1172 pts | DNF (32e) 308 pts    | 11 min 19 s 11 (17e) 1004 pts | 4228 pts |

## Hommes

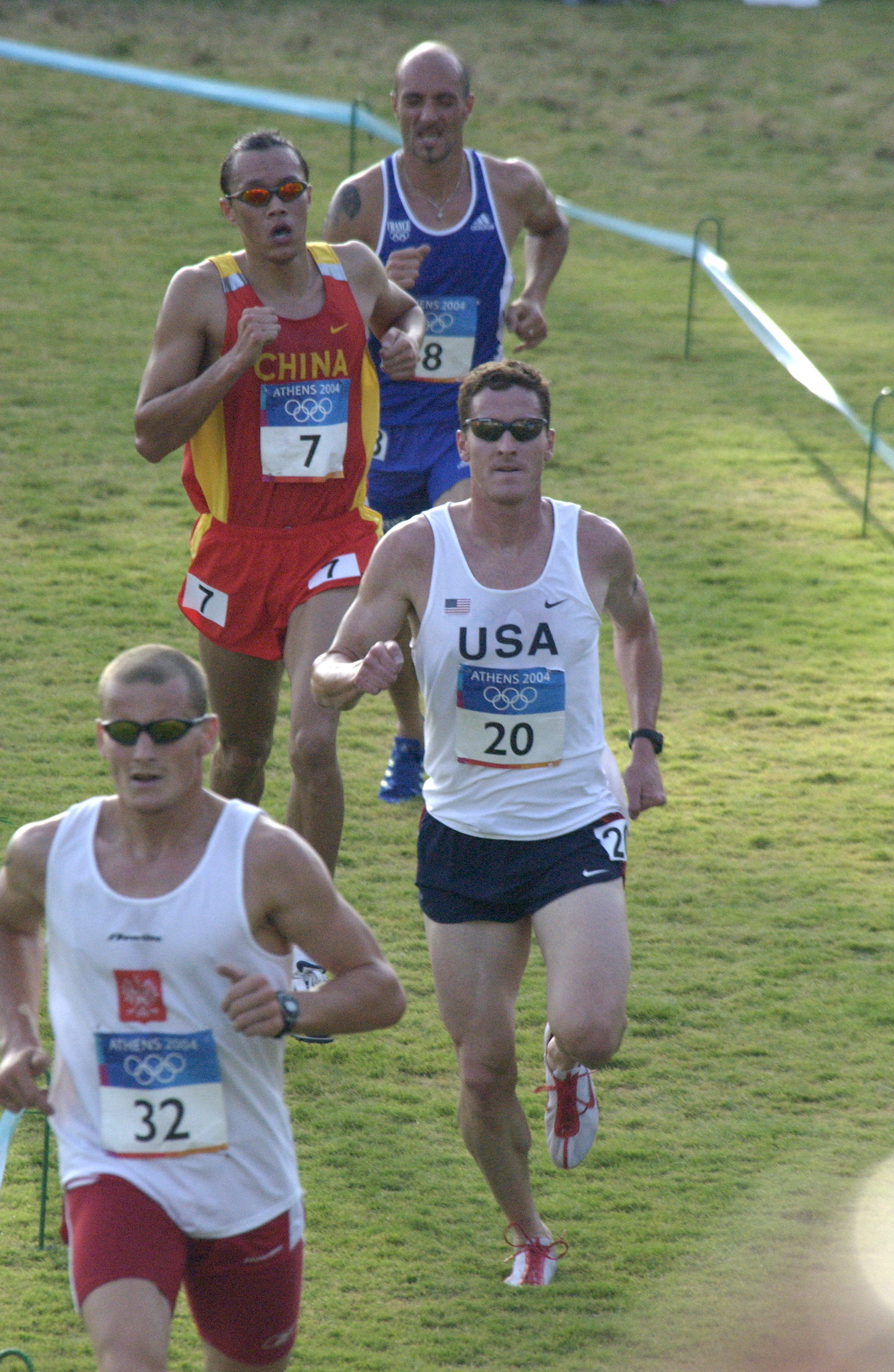
L'épreuve masculine de course à pied.

Jeudi 26 août

### Podium
| Médaille | Nom                    | Pays               |
| -------- | ---------------------- | ------------------ |
| Or       | Andrey Moiseev         | Russie             |
| Argent   | Andrejus Zadneprovskis | Lituanie           |
| Bronze   | Libor Capalini         | République tchèque |

### Classement général
| Rang | Nom                                | Tir                | Escrime               | Natation                     | Équitation           | Course                       | Total    |
| ---- | ---------------------------------- | ------------------ | --------------------- | ---------------------------- | -------------------- | ---------------------------- | -------- |
| 1    | Andrey Moiseev Russie              | 175 (19e) 1036 pts | 22V-9D (1er) 1000 pts | 1 min 58 s 88 (1er) 1376 pts | 67,79 (20e) 1032 pts | 9 min 51 s 88 (11e) 1036 pts | 5480 pts |
| 2    | Andrejus Zadneprovskis Lituanie    | 172 (23e) 1000 pts | 19V-12D (2e) 916 pts  | 2 min 04 s 34 (6e) 1308 pts  | 77 (12e) 1088 pts    | 9 min 31 s 46 (1er) 1116 pts | 5428 pts |
| 3    | Libor Capalini République tchèque  | 179 (13e) 1084 pts | 14V-17D (19e) 776 pts | 2 min 02 s 00 (2e) 1336 pts  | 71,74 (8e) 1116 pts  | 9 min 40 s 70 (6e) 1080 pts  | 5392 pts |
| 4    | Deniss Čerkovskis Lettonie         | 180 (11e) 1096 pts | 19V-12D (2e) 916 pts  | 2 min 09 s 00 (17e) 1252 pts | 72,72 (23e) 1004 pts | 9 min 38 s 77 (3e) 1088 pts  | 5356 pts |
| 5    | Dzmitry Meliakh Biélorussie        | 186 (1er) 1168 pts | 11V-20D (30e) 692 pts | 2 min 02 s 63 (5e) 1332 pts  | 69,7 (4e) 1144 pts   | 9 min 59 s 45 (15e) 1004 pts | 5340 pts |
| 6    | Michal Michalik République tchèque | 181 (6e) 1108 pts  | 18V-13D (6e) 888 pts  | 2 min 08 s 51 (15e) 1260 pts | 69,09 (5e) 1144 pts  | 10 min 17 s 68 (28e) 932 pts | 5332 pts |
| 7    | Eric Walther Allemagne             | 168 (29e) 952 pts  | 16V-15D (11e) 832 pts | 2 min 02 s 03 (3e) 1336 pts  | 71,88 (7e) 1116 pts  | 9 min 39 s 36 (4e) 1084 pts  | 5320 pts |
| 8    | Gábor Balogh Hongrie               | 175 (17e) 1036 pts | 15V-16D (15e) 804 pts | 2 min 10 s 02 (21e) 1240 pts | 70,83 (2e) 1172 pts  | 9 min 49 s 67 (9e) 1044 pts  | 5296 pts |
| 9    | Vakhtang Iagorashvili États-Unis   | 171 (25e) 988 pts  | 19V-12D (2e) 916 pts  | 2 min 09 s 11 (18e) 1252 pts | 71,38 (1er) 1172 pts | 10 min 13 s 95 (27e) 948 pts | 5276 pts |
| 10   | Rustem Sabirkhuzin Russie          | 185 (3e) 1156 pts  | 18V-13D (6e) 888 pts  | 2 min 12 s 02 (22e) 1216 pts | 70,41 (28e) 908 pts  | 9 min 39 s 60 (5e) 1084 pts  | 5252 pts |
| 11   | Sergio Salazar Mexique             | 172 (23e) 1000 pts | 16V-15D (11e) 832 pts | 2 min 07 s 27 (13e) 1276 pts | 77,83 (14e) 1088 pts | 9 min 59 s 15 (14e) 1004 pts | 5200 pts |
| 12   | Manuel Pradillo Ortega Mexique     | 178 (15e) 1072 pts | 15V-16D (15e) 804 pts | 2 min 07 s 07 (11e) 1276 pts | 73,67 (19e) 1032 pts | 9 min 57 s 68 (13e) 1012 pts | 5196 pts |
| 13   | Chad Senior États-Unis             | 175 (18e) 1036 pts | 12V-19D (26e) 720 pts | 2 min 02 s 39 (4e) 1332 pts  | 73,88 (22e) 1004 pts | 9 min 35 s 76 (2e) 1100 pts  | 5192 pts |
| 14   | Niklaus Bruenisholz Suisse         | 180 (9e) 1096 pts  | 14V-17D (19e) 776 pts | 2 min 09 s 12 (19e) 1252 pts | 67,88 (25e) 1004 pts | 9 min 46 s 75 (8e) 1056 pts  | 5184 pts |
| 15   | Sébastien Deleigne France          | 180 (10e) 1096 pts | 15V-16D (15e) 804 pts | 2 min 12 s 27 (24e) 1216 pts | 71,68 (24e) 1004 pts | 9 min 45 s 31 (7e) 1060 pts  | 5180 pts |
| 16   | Zhenhua Qian Chine                 | 185 (2e) 1156 pts  | 12V-19D (26e) 720 pts | 2 min 08 s 52 (16e) 1260 pts | 72,36 (3e) 1144 pts  | 10 min 27 s 25 (29e) 892 pts | 5172 pts |
| 17   | Steffen Gebhardt Allemagne         | 183 (4e) 1132 pts  | 13V-18D (23e) 748 pts | 2 min 12 s 84 (26e) 1208 pts | 76,75 (13e) 1088 pts | 10 min 08 s 81 (25e) 968 pts | 5144 pts |
| 18   | Akos Kallai Hongrie                | 179 (14e) 1084 pts | 18V-13D (6e) 888 pts  | 2 min 14 s 64 (29e) 1188 pts | 73,91 (21e) 1004 pts | 10 min 08 s 75 (24e) 968 pts | 5132 pts |
| 19   | Andrea Valentini Italie            | 169 (27e) 964 pts  | 19V-12D (2e) 916 pts  | 2 min 18 s 34 (32e) 1140 pts | 79,46 (16e) 1068 pts | 10 min 01 s 25 (16e) 996 pts | 5084 pts |
| 20   | Raouf Abd El Raouf Égypte          | 174 (21e) 1024 pts | 13V-18D (23e) 748 pts | 2 min 12 s 32 (25e) 1216 pts | 69 (18e) 1060 pts    | 9 min 51 s 48 (10e) 1036 pts | 5084 pts |
| 21   | Choon Huan Lee Corée du Sud        | 175 (16e) 1036 pts | 12V-19D (26e) 720 pts | 2 min 12 s 02 (22e) 1216 pts | 66,21 (9e) 1116 pts  | 10 min 05 s 85 (20e) 980 pts | 5068 pts |
| 22   | Pavel Uvarov Kirghizistan          | 181 (8e) 1108 pts  | 10V-21D (31e) 664 pts | 2 min 13 s 26 (27e) 1204 pts | 73,07 (17e) 1060 pts | 10 min 05 s 95 (21e) 980 pts | 5016 pts |
| 23   | Erik Johansson Suède               | 163 (30e) 892 pts  | 12V-19D (26e) 720 pts | 2 min 06 s 68 (9e) 1280 pts  | 75,47 (6e) 1116 pts  | 10 min 08 s 20 (23e) 968 pts | 4976 pts |
| 24   | Do Ryung Han Corée du Sud          | 183 (5e) 1132 pts  | 15V-16D (15e) 804 pts | 2 min 09 s 78 (20e) 1244 pts | 143,74 (29e) 808 pts | 10 min 13 s 85 (26e) 948 pts | 4936 pts |
| 25   | Raphaël Astier France              | 163 (32e) 892 pts  | 14V-17D (19e) 776 pts | 2 min 06 s 93 (10e) 1280 pts | 65,35 (27e) 996 pts  | 10 min 03 s 64 (19e) 988 pts | 4932 pts |
| 26   | Enrico Dell'Amore Italie           | 179 (12e) 1084 pts | 18V-13D (6e) 888 pts  | 2 min 16 s 63 (31e) 1164 pts | 106,04 (30e) 760 pts | 9 min 55 s 01 (12e) 1020 pts | 4916 pts |
| 27   | Alexander Parygin Australie        | 169 (28e) 964 pts  | 13V-18D (23e) 748 pts | 2 min 14 s 14 (28e) 1192 pts | 65,66 (26e) 1004 pts | 10 min 01 s 57 (17e) 996 pts | 4904 pts |
| 28   | Vasileios Floros Grèce             | 174 (20e) 1024 pts | 10V-21D (31e) 664 pts | 2 min 04 s 40 (7e) 1308 pts  | 88,5 (11e) 1100 pts  | 11 min 02 s 25 (31e) 752 pts | 4848 pts |
| 29   | Daniel Santos Brésil               | 163 (31e) 892 pts  | 14V-17D (19e) 776 pts | 2 min 16 s 52 (30e) 1164 pts | 59,35 (10e) 1116 pts | 10 min 54 s 15 (30e) 784 pts | 4732 pts |
| 30   | Andrzej Stefanek Pologne           | 172 (22e) 1000 pts | 16V-15D (11e) 832 pts | 2 min 07 s 37 (14e) 1272 pts | 135,82 (31e) 584 pts | 10 min 03 s 35 (18e) 988 pts | 4676 pts |
| 31   | Edvinas Krungolcas Lituanie        | 171 (26e) 988 pts  | 16V-15D (11e) 832 pts | 2 min 07 s 23 (12e) 1276 pts | 74,17 (15e) 1088 pts | 13 min 11 s 15 (32e) 236 pts | 4420 pts |
| 32   | Marcin Horbacz Pologne             | 181 (7e) 1108 pts  | 18V-13D (6e) 888 pts  | 2 min 04 s 43 (8e) 1308 pts  | DNF (32e) 112 pts    | 10 min 07 s 46 (22e) 972 pts | 4388 pts |